# Instituto Brasileiro de Floricultura
O Instituto Brasileiro de Floricultura, com sigla IBRAFLOR, é a entidade que representa no Brasil os agricultores que dedicam-se à produção de flores e de plantas ornamentais, tanto para o consumo interno quanto para exportação. Tem sede na cidade de Holambra, no estado de São Paulo.

## Histórico
Foi criado em 15 de Abril de 1994, na cidade de Joinville, em Santa Catarina, com o objetivo de representar os produtores do setor de plantas ornamentais no país, assessorar os mesmos para exportação. Também é a responsável pela realização de análises sobre o setor.

## Representação
O IBRAFLOR possui 385 associados, dos quais alguns são associações e cooperativas de produtores, e está presente em 15 estados da Federação, num total superior a dois mil e quinhentos floricultores.
A entidade, embora não-governamental, tem reconhecimento oficial como representante do setor na orientação do produtor para a produção visando o mercado externo.